# Striesa
Striesa é uma localidade do bairro de Freileben, cidade de Lebusa, pertencente à comarca de Schlieben, distrito de Elbe-Elster, no estado de Brandemburgo, Alemanha.

## Geografia
Striesa está localizada a nordeste do departamento de Schlieben. É cercada por bosques e áreas agrícolas.